# Pelodytidae
Pelodytidae là một họ động vật lưỡng cư trong bộ Anura. Họ này có 3 loài. Những loài này được tìm thấy ở tây nam Châu Âu và Kavkaz
Pelodytidae gồm những loài ếch có liên quan chặt chẽ tới Scaphiopodidae và Megophryidae. Không giống như Megophryidae, chúng không dùng màu sắc để ngụy trang, thường là màu xanh lá cây hay nâu
Chúng là những loài ếch nhỏ, da mịn, chiều dài đạt khoảng 5 cm (2,o in)

## Hình ảnh

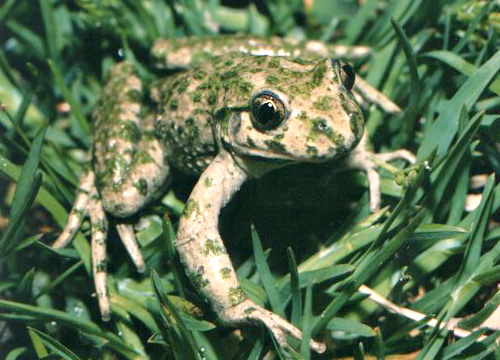
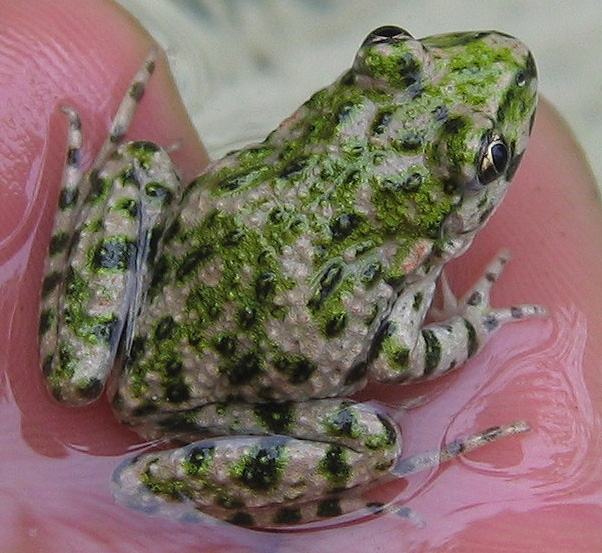

## Phân loại học
- Họ Pelodytidae
  - Chi Pelodytes
    - Pelodytes caucasicus
    - Pelodytes ibericus
    - Pelodytes punctatus

  - Chi Propelodytes† Weitzel, 1938
  - Chi Miopelodytes† Taylor, 1941